# Salvador Dali Museum
Le Salvador Dali Museum est un musée consacré au peintre Salvador Dalí situé sur le campus de l’University of South Florida à St. Petersburg (Floride), aux États-Unis.

## Collections
Le musée abrite la plus grande collection au monde du maître espagnol : plus de 2 100 œuvres à partir de tous les moments et dans tous les domaines de son activité artistique, dont 96 peintures à l'huile notamment La Découverte des Amériques par Christophe Colomb (1958-1959), et une centaine d’aquarelles et de dessins. Elle comprend également de nombreuses photographies, sculptures, dessins originaux, des illustrations de livres, des livres d'artistes, des estampes, des sculptures et divers objets d'art.

## Historique
La collection fut réunie par A. Reynolds Morse, un industriel, et sa femme Eleanor Morse, sur une période de 45 ans. Le couple acquiert une première œuvre de l'artiste en 1943.
Devenu amis de Gala et Salvador Dalí ils devinrent mécènes de ce dernier. Jusqu'en 1971, la collection, devenue très importante, fut confinée dans les murs de leur demeure à Cleveland, Ohio. En 1971, un premier musée, situé à Beachwood, dans la banlieue de Cleveland, fut inauguré par Dali lui-même mais s'avérera rapidement trop exigu. Le musée de St. Petersburg ouvrit ses portes le 10 mars 1982.
Un nouveau bâtiment fut construit à quelques « blocks » de l'ancien et ouvrit ses portes au public en 2011. Il est conçu pour résister à des tempêtes de catégorie 5 (St. Petersburg est dans une zone exposée aux tempêtes tropicales et aux ouragans, et dans le passé il a été nécessaire de mettre les œuvres à l'abri par précaution lors d'alertes météorologiques).

## Collections
Parmi les œuvres de Salvador Dalí conservées dans les collections du musée, on peut citer :
- Réminiscence archéologique de l'Angélus de Millet (1935)
- Marché d'esclaves avec apparition du buste invisible de Voltaire (1940)
- Enfant géopolitique observant la naissance de l'homme nouveau (1943)
- Nature morte vivante (1956)
- Galacidalacidesoxyribonucleicacid (1963)
- Le Torero hallucinogène (1970)
- Collection Clot de Dalí (1969 - 1979) (Sculptures de bronze)

## Sources
- (en) Cet article est partiellement ou en totalité issu de l’article de Wikipédia en anglais intitulé « Salvador Dali Museum » (voir la liste des auteurs).